# Појана (Јаломица)
Појана (рум. Poiana) насеље је у Румунији у округу Јаломица у општини Чулница. Oпштина се налази на надморској висини од 29 m.

## Становништво
Према подацима из 2002. године у насељу је живело 913 становника, од којих су сви румунске националности.